# مدام ويب (فلم)
مدام ويب (بالإنجليزية: Madame Web) هو فيلم بطل خارق أمريكي مبني على شخصية تحمل نفس الاسم من ابتكار مارفل كومكس، الفيلم من إخراج إس.جيه. كلاركسون وبطولة داكوتا جونسون، سيدني سويني، إيزابيلا مونير، طاهر رحيم، إيما روبرتس ومايك إيبس، وقد كان من المقرر صدور الفيلم في الولايات المتحدة في 7 يوليو 2023 ولكنه تأجل بعد ذلك.الفيلم من إنتاج كولومبيا بيكتشرز بالتعاون مع مارفل للترفيه و تي اس جي، وتوزيع شركة سوني، وهو الفيلم الرابع في عالم سبايدرمان من سوني (SSU). في الفيلم، يتم استكشاف القصة الأصلية لكاسي ويب (جونسون) وهي تواجه ماضيها أثناء محاولتها إنقاذ ثلاث شابات (سويني، ميرسيد، أوكونور) من حزقيال سيمز (رحيم)، الذي يريد قتلهن قبل أن يتمكن من قتله عندما يصبحن خارقات في المستقبل.
بدأت شركة سوني في تطوير الفيلم لعالمها المشترك بحلول سبتمبر 2019، حيث قام سازاما وشاربلز بكتابة السيناريو. انضمت كلاركسون كمخرجة في مايو 2020، في أول فيلم روائي طويل لها، وتم اختيار جونسون في أوائل عام 2022. وتم إجراء عمليات اختيار إضافية، خاصة لشخصيات المراة العنكبوت في الأشهر التالية. بدأ التصوير في منتصف يوليو 2022 وانتهى قبل نهاية العام، في جميع أنحاء ماساتشوستس، بما في ذلك بوسطن، وفي مدينة نيويورك والمكسيك. تم الكشف عن تعيين كلاركسون وباركر ككتاب في نوفمبر 2023. وقام يوهان سودركفيست، وهو متعاون مع كلاركسون، بتأليف نتيجة الفيلم.
تم عرض الفيلم لأول مرة في مسرح قرية ريجنسي في ويستوود، لوس أنجلوس، في 12 فبراير 2024، وتم إصداره في الولايات المتحدة في 14 فبراير. وقد تعرض الفيلم لانتقادات شديدة من قبل النقاد وكان أداؤه ضعيفًا في شباك التذاكر، حيث حقق أكثر من 100 مليون دولار في جميع أنحاء العالم ضد ميزانية إنتاج 80-100 مليون دولار. حصل الفيلم على ثلاث جوائز التوتة الذهبية: أسوأ فيلم، وأسوأ ممثلة (لجونسون)، وأسوأ سيناريو.

## قصة الفيلم
في عام 1973 في غابات البيرو، اكتشف فريق بحث بقيادة كونستانس ويب الحامل نوعًا غير معروف من العناكب يتمتع بخصائص علاجية نادرة. حزقيال سيمز، الرجل الذي استأجروه للحماية والأمن، يخون الفريق ويأخذ العنكبوت لنفسه، ويطلق النار على كونستانس في صراع على العنكبوت قبل أن يتركها لتموت. تحاول قبيلة من السكان الأصليين إنقاذ كونستانس عن طريق عضها العنكبوت، لكنها تموت بعد وقت قصير من ولادة كاساندرا. بعد ثلاثين عامًا، تعمل كاساندرا، التي تُعرف باسم "كاسي"، كمسعفة طبية في مدينة نيويورك جنبًا إلى جنب مع زملائها في العمل بن باركر وأونيل. أثناء مكالمة خطيرة، تسقط "كاسي" في الماء وتعيش تجربة الاقتراب من الموت. يقوم بن بإحيائها، لكنها تبدأ في تجربة الرؤى. في البداية، رفضتهم واعتبرتهم مجرد تهلوسات، ولكن بعد فشلها في منع وفاة أونيل، أدركت كاسي أنها تستطيع رؤية المستقبل.
يقوم حزقيال، الذي يتمتع بقدرة محدودة على الإدراك وقدرات بدنية معززة، بجمع معلومات عن ثلاث فتيات مراهقات: جوليا كورنوال، وأنيا كورازون، وماتي فرانكلين. قادته رؤاه إلى الاعتقاد بأنهم مقدر لهم قتله. تنجذب كاسي أيضًا إلى نفس الفتيات وتتدخل لمنع حزقيال من نصب كمين لهن في محطة غراند سنترال. سرقت سيارة أجرة وأخذت جوليا وأنيا وماتي خارج المدينة لإخفائهم في غابة قريبة. تعود "كاسي" إلى شقتها وتجد ملاحظات "كونستانس" التي تكشف هوية "حزقيال" والطبيعة الحقيقية لقواه. متجاهلات تعليمات "كاسي"، تذهب الفتيات إلى المطعم حيث يجدهن "حزقيال". بعد إعاقة حزقيال لفترة وجيزة عن طريق صدمه بالسيارة، تعيد كاسي الفتيات إلى كوينز ويلجأن إلى منزل بن.
تسافر "كاسي" إلى "بيرو" وتتعقب الزعيم القبلي الذي أنقذ والدتها. يُخضع الرئيس "كاسي" لطقوس تفصل روحها عن جسدها. إنها تختبر مستوى من الوعي العالي حيث ترتبط جميع الكائنات الحية وحيث يمكن رؤية كل مستقبل محتمل. علمت أن كونستانس بحثت عن العنكبوت ليس من أجل الشهرة أو المال، كما اعتقدت في الأصل، ولكن لإنقاذها من الإصابة بنفس المرض الوراثي القاتل الذي عانت منه كونستانس. تدخل ماري أخت زوجة بن الحامل في المخاض في وقت أبكر مما كان متوقعًا ويأخذها إلى المستشفى مع الفتيات اللواتي شوهدن على الكاميرا أثناء وجودهن في السيارة. يعترضهم حزقيال مرة أخرى، لكن كاسي تنقذ الفتيات في سيارة الإسعاف وتشتت انتباه حزقيال حتى يتمكن بن وماري من الهروب. تستدرج المجموعة حزقيال إلى مصنع للألعاب النارية مُدان وتنصب الفخاخ لإرباكه بينما تطلب كاسي مروحية إخلاء طبي للطيران إلى موقعهم. يدمر حزقيال المروحية ويفصل بين الفتيات، ثم يسخر من كاسي بموت كونستانس.
تستخدم "كاسي" قواها لتوجيه الفتيات إلى بر الأمان. لقد نصبت الفخ الأخير الذي سحق حزقيال بشكل قاتل. أصابت الألعاب النارية المشتعلة وجه كاسي مما أدى إلى إصابتها بالعمى. يتم نقل كاسي إلى المستشفى بينما تلد ماري ابنها. تستيقظ كاسي لتكتشف أنها الآن عمياء ومصابة بشلل نصفي بسبب إصاباتها. ومع ذلك، فإن استبصارها يمكّنها من رؤية المستقبل بشكل كامل. تؤكد كاسي للفتيات أنها ستوجههن في أدوارهن المستقبلية عندما يحين الوقت.

## الممثلون و الشخصيات
داكوتا جونسون بدور كاساندرا ويب: مسعفة في مانهاتن، تكتسب بعد حادث قدرات نفسية كعرافة، مما يسمح لها برؤية أحداث مستقبلية في "عالم العنكبوت"، وهي بطلة مترددة. كاسي، التي لم تُعرف بعد باسم مدام ويب، تُصوَّر كعرافة عديمة الخبرة في الثلاثينيات من عمرها تتعلم قواها الجديدة، على عكس نسخة القصص المصورة حيث تُرى الشخصية لأول مرة كعرافة مسنة "كاملة الأهلية"، عمياء ومشلولة ومتصلة بجهاز دعم الحياة.
سيدني سويني بدور جوليا كورنوال: فتاة مراهقة غريبة الأطوار تعيش مع والدها وزوجة أبيها بعد رحيل والدتها. يطاردها حزقيال لكونها امرأة العنكبوت المستقبلية وأحد المسؤولين عن وفاته. تُظهر رؤى مستقبلية لها أنها تمتلك قوىً مماثلة لقوى سبايدرمان، بالإضافة إلى شبكة نفسية.
إيزابيلا ميرسيد بدور أنيا كورازون: فتاة مراهقة ذكية تُجبر على العيش بمفردها بعد ترحيل والدها. كما يطاردها حزقيال لكونها واحدة من ثلاث نساء عنكبوت مستقبليات مسؤولات عن وفاته. تُظهر رؤى مستقبلية لها أنها تمتلك قوىً مماثلة لقوى سبايدرمان، ولديها أقراص رمي يمكنها العودة إليها.
سيليست أوكونور بدور ماتي فرانكلين: فتاة مراهقة من عائلة ثرية، ولكن والديها غائبان. وهي واحدة من ثلاث نساء عنكبوت مستقبليات يطاردهن حزقيال. تُظهر رؤى مستقبلية لها أنها تمتلك قوىً مماثلة لقوى سبايدرمان، ولديها أذرع تشبه أذرع العنكبوت الحديدية كجزء من بدلتها.
طاهر رحيم بدور حزقيال سيمز: مستكشف سابق بحث عن قبيلة سرية في غابات الأمازون المطيرة في بيرو برفقة فريق بحثي مع والدة كاسي التي خانها. اكتسب قوتهم وقدراتهم الصحية المعززة من خلال عنكبوت قوي، بالإضافة إلى قدرته على رؤية رؤى موته المستقبلي، مما جعله يبحث عن قاتليه بهوس. هذا يقوده إلى مطاردة ثلاث شابات لديهن القدرة على أن يصبحن نساء عنكبوت في المستقبل. كما يرتدي بدلة سوداء وحمراء، بتصميم يشبه سبايدرمان، ويمتلك قوى مماثلة له، بالإضافة إلى قدرته على حقن سم عصبي في كل من يلمسه.
مايك إيبس بدور أونيل: زميل كاسي وبن وصديقهما.
إيما روبرتس بدور ماري باركر: أخت زوجة بن باركر الحامل.
آدم سكوت بدور بن باركر: شريك كاسي المسعف وصديقها.
كيري بيشي بدور كونستانس ويب: والدة كاسي وعالمة قادها عملها في البحث عن العناكب إلى الأمازون عام 1973 على أمل علاج اضطراب كاسي العضلي.
زوسيا ماميت بدور أماريا: قرصانة موهوبة ومساعدة حزقيال في البحث.
خوسيه ماريا يازبيك بدور سانتياغو: زعيم لاس أراناس، وهي قبيلة سرية من أدغال بيرو تتمتع بقدرات تعتمد على العناكب.
جيل هينيسي تظهر أيضًا بدور عميلة في وكالة الأمن القومي أغواها حزقيال وقتلها، بينما يؤدي رضيع غير مذكور دور ابن ماري بيتر باركر، الذي تظهر ولادته في الفيلم.

## شباك التذاكر
فشل فيلم مادام ويب في شباك التذاكر وكان قنبلة شباك التذاكر، محققًا 43.8 مليون دولار في الولايات المتحدة وكندا، و56.7 مليون دولار في مناطق أخرى، ليصل إجمالي إيراداته العالمية إلى 100.5 مليون دولار.
في الولايات المتحدة وكندا، عُرض فيلم مادام ويب إلى جانب فيلم بوب مارلي: حب واحد، وكان من المتوقع أن يحقق إيرادات تتراوح بين 20 و25 مليون دولار من 4013 دار عرض خلال فترة افتتاحه التي استمرت ستة أيام. في الأيام التي سبقت إصداره، لاحظت سلاسل دور العرض إلغاء عدد كبير من التذاكر المطلوبة مسبقًا بعد ظهور مراجعات نقدية سيئة. حقق الفيلم 6 ملايين دولار في يومه الأول، و2.2 مليون دولار في يومه الثاني، و4.3 مليون دولار في يومه الثالث. واستمر في تحقيق افتتاح لمدة ستة أيام بقيمة 25.8 مليون دولار (بما في ذلك 15.1 مليون دولار في عطلة نهاية الأسبوع التقليدية)، ليحتل المركز الثاني خلف فيلم بوب مارلي.

## الاستقبال
تلقى فيلم "مدام ويب" مراجعات سلبية من النقاد، الذين انتقدوه ووصفوه بأنه "فوضى محرجة"، و"أسوأ فيلم قصص مصورة" حتى الآن. قارن بعض النقاد الفيلم بفيلم موربيوس من إنتاج شركة سوني، حيث أصبح كلا الفيلمين "ميم ساخر" وحظيا باهتمام إعلامي، حيث اعتبر بعض المعلقين فيلم "مدام ويب": "فيلمًا كلاسيكيًا مستقبليًا" و"فيلمًا كلاسيكيًا مخيمًا". على موقع تجميع المراجعات الطماطم الفاسدة، كانت 11% من 266 مراجعة ناقد إيجابية، بمتوسط تقييم 3.4/10. يقرأ إجماع الموقع: "إن النهج الجاد الذي يتبعه مدام ويب في قصة أصل الشخصية الرئيسية له جاذبية معينة، لكن حبكته المتوقعة وتنفيذه غير المتوازن يجعلان من مغامرة الأبطال الخارقين مغامرة لا تُنسى". منح ميتاكريتيك، الذي يستخدم متوسطًا مرجحًا، الفيلم درجة 26 من 100، بناءً على 51 ناقدًا، مما يشير إلى مراجعات "سلبية بشكل عام". أعطى الجمهور الذي شمله استطلاع سينما سكور الفيلم درجة متوسطة "C+" على مقياس من A+ إلى F، بينما أعطاه أولئك في بوست تراك درجة إيجابية إجمالية بنسبة 54٪.

## روابط خارجية
- الموقع الرسمي
- مقالات تستعمل روابط فنية بلا صلة مع ويكي بيانات